# Brownfield (Texas)
Brownfield város az USA Texas államában. Lakosainak száma 8936 fő (2020. április 1.).

## Népesség
A település népességének változása:
| Lakosok száma | 9657 | 9779 | 8936 |
|               | 2010 | 2016 | 2020 |